# NGC 1603
NGC 1603 est une galaxie lenticulaire située dans la constellation de l'Éridan. NGC 1603 a été découverte par le physicien irlandais George Stoney en 1849.

## Caractéristiques
Sa vitesse par rapport au fond diffus cosmologique est de 4 912 ± 15 km/s, ce qui correspond à une distance de Hubble de 72,5 ± 5,1 Mpc (∼236 millions d'al).
À ce jour, quatre mesures non basées sur le décalage vers le rouge (redshift) donnent une distance de 63,750 ± 16,518 Mpc (∼208 millions d'al), ce qui est à l'intérieur des valeurs de la distance de Hubble. Notons cependant que c'est avec la valeur moyenne des mesures indépendantes, lorsqu'elles existent, que la base de données NASA/IPAC calcule le diamètre d'une galaxie et qu'en conséquence le diamètre de NGC 1603 pourrait être d'environ 16,4 kpc (∼53 500 al) si on utilisait la distance de Hubble pour le calculer.